# Piumhi (gemeente)
Piumhi is een gemeente in de Braziliaanse deelstaat Minas Gerais. De gemeente telt 32.580 inwoners (schatting 2009).